# Tentkheta
Tentkheta vagy Tanetkheta (Tɜ-nt-ḫtɜ) ókori egyiptomi királyné; II. Jahmesz fáraó felesége volt. Az i. e. 6. században élt, a szaiszi székhelyű XXVI. dinasztia idején. Nevének jelentése: „Hattiból való”.
Tentkheta II. Jahmesz első felesége volt, Egy, a Szerapeumban talált sztélén maradt fenn a neve, innen tudjuk, hogy Ptah főpapjának, Padineithnek a leánya és Hnumibré herceg, valamint a trónörökös, Pszammetik anyja. Tentkheta címe a ḥm.t nswt (hemet-niszut), azaz „királyi feleség”, és az „akácház ügyeinek felügyelője”  volt (ḫrp sšmtỉw šnḏt).